# Elland Road
Die Elland Road ist ein Fußballstadion in der englischen Stadt Leeds, Metropolitan County West Yorkshire. Die Spielstätte im südlichen Stadtteil Beeston ist heute die Heimat des Fußballclubs Leeds United. Die vier überdachten Ränge bieten 37.608 Sitzplätze.

## Geschichte

### 1897–1904 – Aus dem Old Peacock Ground wird die Elland Road
Im Jahr 1897 kaufte der Rugby-League-Verein Holbeck Rugby Club aus der Northern Union das Grundstück an der Elland Road von der Brauerei Bentley’s Brewery für 1.100 £ unter der Bedingung, es für mindestens sieben Jahre als Sportplatz zu nutzen. Damals trug es noch den Namen The Old Peacock Ground; nach dem heute noch existierenden Old Peacock Pub. Das Catering übernahm der Vorbesitzer Bentley’s Brewery. Es gelang dem Holbeck Rugby Club, für die neue Saison eine Tribüne zu errichten, und der Standort wurde als Elland Road bekannt. Damals war Rugby noch die dominierende Sportart im West Riding; es dauerte aber nicht lange, bis das erste Fußballspiel im Stadion stattfand. Die Spielstätte war am 23. April 1898 Austragungsort des Endspiels um den West Yorkshire Cup. Vor 3.400 Zuschauern spielten Hunslet und Harrogate (1:0) gegeneinander. In der Saison 1902/03 nutzte auch der Fußballverein Leeds Woodville aus der Leeds League die Elland Road.

### 1904–1919 – Der Fußball übernimmt das Stadion
Im Jahr 1904 wurde der Holbeck Rugby Club aufgelöst und der neugegründete Fußballverein Leeds City mietete am 13. Oktober 1904 das Stadion für 75 £ pro Jahr. Es bestand im März 1905 die Option, die Spielstätte für 5.000 £ zu kaufen; später wurde das Angebot auf 4.500 £ gesenkt. Zwei Tage nach dem Vertragsabschluss trug City sein erstes Spiel in der Elland Road aus. In einem Freundschaftsspiel gegen Hull City verlor man mit 0:2. Nach Beendigung der ersten Saison in der Football League erhielt das Stadion eine neue Westtribüne. Der überdachte Rang bot 5.000 Plätze und kostete 1.050 £. Die Zuschauerzahlen steigerten sich schnell. Beim Lokalderby zwischen Leeds City und Bradford City am 30. Dezember 1905 drängten sich mindestens 22.500 Zuschauern auf den Rängen. Dies brachte City Zuschauereinnahmen von 487 £ ein.
Der Verein gründete ein Gremium, das sich mit dem Stadion und dem weiteren Ausbau beschäftigte. Im Februar 1906 kaufte Leeds City von der Monk’s Bridge Iron Company für 420 £ ein Stück Land hinter dem North Stand mit 3.961 Square yard (3.312 m²) Fläche. Auf dem Stück Land entstand eine neue Haupttribüne mit 4.000 Sitzplätzen. Bevor die Tribüne gebaut wurde, drehte man das Spielfeld um 90 °. In dem 3.000 £ teuren Rang wurden rund 1,5 Kilometer Stahlträger verbaut. Im Inneren befanden sich neue Umkleidekabinen für Spieler und Schiedsrichter sowie eine Garage. Des Weiteren wurde ein Trainingsgelände errichtet, und das Spielfeld erhielt eine Drainage, damit das Wasser besser vom Platz ablaufen konnte. Am 17. November 1906 wurde der Neubau durch Lord Mayor Joseph Hepworth vor einem Spiel gegen den FC Chelsea eingeweiht. Am 26. März 1910 war das Stadion in Leeds erstmals Austragungsort eines Halbfinalspiels im FA Cup zwischen dem FC Barnsley und dem FC Everton (0:0); diese Spiele fanden von 1892 bis in die 2000er Jahre auf neutralem Platz statt. Etwa 36.000 Fans lockte das Spiel in die überfüllte Elland Road.
Leeds City geriet 1912 in finanzielle Nöte, nachdem eine Bank eine ausstehende Zahlung von 7.000 £ einforderte. Der Verein war zahlungsunfähig und ein Insolvenzverwalter wurde bestellt. Die Lage änderte sich erst im August 1914, als eine Vereinigung von Sportlern aus Leeds die Elland Road übernahm. Man machte Leeds City das Angebot von 1.000 £ und einer jährlichen Miete von 250 £; welches der Club annahm. Im gleichen Jahr begann der Erste Weltkrieg und das Stadion diente zu dieser Zeit als Armee-Ausbildungslager und Schießübungsplatz. Nach dem Krieg begann der Spielbetrieb der Football League wieder in der Saison 1919/20. In dieser Zeit tauchten finanzielle Unregelmäßigkeiten bei Leeds City auf; so hatte der Verein trotz eines Verbotes seinen Spielern während des Krieges Geld gezahlt. Der Club wurde während der Saison aus der Football League ausgeschlossen und löste sich danach auf. Am 17. Oktober 1919 wurden die Spieler von Leeds City und sonstige Ausrüstung wie Bälle, Tore und Tornetze für insgesamt 10.150 £ an andere Vereine versteigert. Auch die Elland Road kam unter den Hammer. Einige Geschäftsleute wollten die Anlage kaufen und daraus eine Ziegelei machen, da sich im Boden des Stadiongrundstücks Ton befand. Dies verhinderten aber Amateurfußballer, die das Stadion nutzen und bis zur Gründung von Leeds United übernahmen.

### 1919 – Leeds United zieht in die Elland Road ein

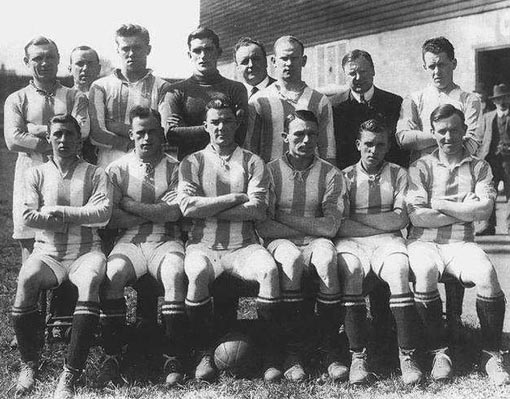
Die Mannschaft der ersten Saison von Leeds United 1920/21

Im Herbst 1919 gründete sich mit Leeds United der Nachfolgerverein von Leeds City. Die Whites bestritten ihr erstes Spiel in der Football League First Division am 28. August 1920 gegen Port Vale und unterlagen mit 0:2 Toren. Mit dem neuen Verein setzte sich auch der Ausbau der Elland Road in den 1920er Jahren fort. Der Stehplatzrang Elland Road Terrace im Süden, als Scratching Shed bekannt, erhielt ein hölzernes Tonnendach. Im Osten entstand Ende der 1920er Jahre der überdachte Stehplatzrang namens Lowfields Stand. An der Nordseite wurde ein großer Stehplatzrang erbaut mit dem Namen The Kop.
Nach den umfangreichen Bauarbeiten in den 1920er Jahren passierte in den 1930er und 1940er Jahren auch wegen des Zweiten Weltkrieges wenig. Am 27. Dezember 1932 versammelten sich zu einem Spiel gegen den FC Arsenal 56.796 Fans in der Spielstätte. Dies war ein neuer Zuschauerrekord, der rund 35 Jahre Bestand haben sollte. Die Elland Road wurde 1938 für die Austragung des Finales der Rugby Football League Championship zwischen dem Hunslet Rugby League Club und dem Leeds Rugby League Football Club ausgewählt. Die Partie wäre eigentlich für das Rugbystadion Belle Vue in Wakefield vorgesehen gewesen, da aber beide Endspielgegner aus Leeds stammten, wurde die Elland Road Spielort. Das Endspiel am 30. April verfolgten 54.112 Zuschauer, und die Hawks gewannen durch ein 8:2 den Titel. Es war zu der Zeit das bestbesuchte Rugby-League-Spiel aller Zeiten.
Im April 1950 zerstörte ein Feuer die Haupttribüne des Leeds Road Stadium, der Heimat von Huddersfield Town. Huddersfield wich für die letzten Spiele der Saison in das rund 25 km entfernte Stadion in Leeds aus. 1953 erhielt die Sportstätte eine Flutlichtanlage im Wert von 7.000 £; zum ersten Flutlichtspiel war Hibernian Edinburgh am 9. November des Jahres vor etwa 31.500 Besuchern zu Gast. Leeds gewann das Spiel mit 4:1 und John Charles erzielte zwei Tore. Drei Jahre später brach durch einen Fehler in der elektrischen Anlage ein Brand in der Elland Road aus. In den frühen Morgenstunden des 18. September 1956 verwüstete ein Feuer den West Stand. Die Hitzeentwicklung war so groß, dass auch ein Großteil des Spielfeldes versengt wurde. Die Tribüne konnte nicht mehr gerettet werden. Das hölzerne Dach brach noch vor dem Eintreffen der Feuerwehr in sich zusammen. Im Inneren zerstörte das Feuer u. a. Büros, Vereinsunterlagen, medizinische Ausstattung, die Umkleidekabinen, Spielerausstattung, die Pressetribüne und die Vorstandsräume. Der Schaden belief sich auf rund 100.000 £ und überstieg die Versicherungssumme. Nach einer Sitzung des Vorstandes entschied man den Neubau einer Tribüne unter der finanziellen Mithilfe des Leeds City Council. Zur Saison 1957/58 war der Neubau einsatzbereit. Er kostete 180.000 £ und bot für die Besucher 4.000 Sitz- sowie 6.000 Stehplätze. Zwei Jahre nach der Eröffnung der Tribüne brach abermals ein Feuer, nach einem Spiel der Reserveliga Central League gegen Preston North End, aus. Diesmal wurde der Brand früh entdeckt und Clubangestellte konnten die Flammen löschen, ohne dass ein größerer Schaden entstand.

### 1960er Jahre – Erfolge und Rekorde
1961 übernahm der Spieler Don Revie bei Leeds auch das Traineramt, und die erfolgreichste Zeit des Clubs begann. Er führte Leeds United – nach dem Abstieg 1960 – im Jahr 1964 in die Football League First Division zurück. Bis 1974 gewann Revie mit United sieben Wettbewerbe (zwei Meisterschaften der Football League First Division, zwei Mal Messepokalsieger, ein Sieg im FA Cup, ein Sieg im League Cup und ein Sieg im Charity Shield) und führte die Whites auf die vorderen Plätze der Liga. Am 20. März 1965 wurde zum ersten Mal aus der Elland Road ein Fußballspiel live im Fernsehen übertragen. In dem Ligaspiel empfingen die Whites den FC Everton und siegten mit 4:1 Toren. Mit den Erfolgen stieg auch das Zuschauerinteresse. In einem Wiederholungsspiel der 5. Runde im FA Cup am 15. März 1967 trafen in der Elland Road United und der AFC Sunderland aufeinander. Dieses Spiel wurde nur vier Tage nach der ersten Begegnung im Roker Park von Sunderland angesetzt. Es wurden rund 5.000 Karten zu viel verkauft; so kam es zu großem Andrang am Spieltag. Noch zu Spielbeginn drängten sich vor den Toren tausende Besucher. Einige kletterten auf das Tribünendach, um das Spiel zu verfolgen. Fünf Minuten nach Anpfiff brach eine Barriere und die Fans strömten auf den Lowfields Stand im Osten. Das Spiel wurde für 15 Minuten unterbrochen, da sich rund 1.000 Fans auf das Spielfeld flüchteten. 32 Personen mussten ins Krankenhaus gebracht werden, aber niemand wurde ernsthaft verletzt. Letztlich endete die Partie mit einem 1:1-Unentschieden, und mit 57.892 Zuschauern wurde ein neuer Besucherrekord aufgestellt. Ein Jahr später trafen die Whites im Viertelfinale des Messestädte-Pokals auf die Glasgow Rangers. Das Spiel sahen 50.498 Fans; dies bedeutete Rekord für ein Europapokalspiel.
Der Abriss des in den 1920er Jahren gebauten Spion Kop im Norden begann im April 1968, kurz nachdem die Whites mit dem League Cup ihren ersten Titel unter Trainer Revie gewannen. Der Bau war auch der Beginn mehrerer Bauphasen bis in die Mitte der 1970er Jahre. Die Tribüne wich dem überdachten Neubau namens Gelderd End mit 13.000 Stehplätzen, der für 250.000 £ in nur sechs Wochen errichtet wurde. Nach Fertigstellung klaffte eine Lücke von 60 Fuß (18,28 Meter) zwischen dem Spielfeld und den Zuschauern. 1970 begrünte man den Zwischenraum und verlegte das Spielfeld 30 Fuß (9,14 Meter) nach Norden in Richtung des neuen Ranges. Im gleichen Jahr schloss man die Ecke zwischen dem Gelderd End und dem West Stand. Im unteren Bereich lagen Stehplätze; im oberen Abschnitt befanden sich 1.064 Sitzplätze. Die Kosten des Baus stiegen in die Höhe; die Stadionecke kostete mit 200.000 £ fast so viel wie die neue Hintertortribüne im Norden. Ein Jahr später ergänzte ein Tribünenteil die Stadionecke im Nordosten. Der Rang war oben mit 1.779 Sitzen bestückt und bot unten Stehplätze.

### 1970er Jahre – Baustopp wegen Geldmangel
1974 endete die Arbeit von Don Revie nach dem zweiten Meistertitel und 13 Jahren als Trainer bei Leeds United. Er übernahm bis 1977 die englische Fußballnationalmannschaft. Ebenfalls 1974 setzte man mit dem Abriss des alten Scratching Shed im Süden den Umbau fort. Die moderne Kragträgertribüne hinter dem Tor verfügte über 3.500 Sitzplätze im Oberrang und 4.000 Stehplätze im Unterrang; die Baukosten lagen bei 500.000 £. In den 1970er Jahren wurde unter dem Spielfeld eine Rasenheizung verlegt. Die Rohrleitungen haben eine Gesamtlänge von 59 Meilen (über 95 Kilometer). Die alte Flutlichtanlage aus den 1950er Jahren wurde durch eine moderne Lichtanlage für 150.000 £ ersetzt. Zuerst bestand die Anlage aus drei Masten auf; der vierte Lichtmast folgte 1977. Die Masten waren mit je 55 Scheinwerfern bestückt und ragten 260 Fuß (79,2 Meter) in den Himmel. Dies waren die höchsten Flutlichtmasten Europas. Die hohe Lichtanlage zog aber auch viele Stare an, die im Herbst über das Stadion schwärmten. An den Abendspieltagen in der Woche wurden Besucher wie auch geparkte Autos von Vogelkot getroffen.
Es begann der Lückenschluss in der Südost-Ecke zwischen South Stand und dem Lowfields Stand. Dafür musste ein Teil des alten Daches entfernt werden und die Betonfundamente wurden hinter die Stehplätze gesetzt. Bis dahin beliefen sich die Kosten auf 500.000 £ und ein Weiterbau war wegen Geldmangels nicht möglich. Mit der Zeit verwitterten die Betonpfeiler und Fundamente; die Stahlträger rosteten vor sich hin. Bis in die 1990er Jahre sollte die Baustelle brach liegen. Ende der 1970er Jahre machten die Elland Road und die Leeds-Fans negativ von sich reden. In einem Spiel der dritten Runde des FA Cup 1978 gegen Manchester City stürmten Stadionbesucher den Rasen und die Polizei musste eingreifen. Die FA beschloss, dass Leeds United für die nächsten drei Jahre ihre FA-Cup-Spiele auswärts bei ihren Gegnern austragen muss. Zwei weitere Zwischenfälle gab es 1979. In einem Spiel, wieder gegen Manchester City, wurden Raketen vom South Stand auf das Spielfeld geschossen; dafür sperrte man den Rang für die Zuschauer. Gegen Nottingham Forest wurden Gegenstände auf den Platz geworfen. Dies zog eine Sperrung des Kop für zwei Spiele nach sich. Zu dieser Zeit fasste die Elland Road 43.900 Zuschauer, denen 19.626 Sitzplätzen zur Verfügung standen.

### 1980er Jahre – Verkauf und große Pläne
Nach 16 Jahren in der ersten Liga musste Leeds United 1982 den Weg in die Zweitklassigkeit antreten. Die nächste Veränderung im Stadion betraf 1983 den South Stand. Der Rang wurde mit Logen ausgestattet. Zwei Jahre später sank die Stadionkapazität wegen neuer Sicherheitsbestimmungen auf 39.243 Plätze. Die Stehplatzbereiche des West Stand und des Lowfields Stand wurden komplett mit Sitzen ausgestattet. Dies stieß aber auf massiven Protest bei den Fans der Whites und die Sitze wurden wieder entfernt. In den 1980er Jahren teilte sich United das Stadion mit dem Rugby-League-Club Hunslet Hawks. Für drei Spiele war das Stadion 1985 die Heimat von Bradford City. Nach der Valley-Parade-Feuerkatastrophe mussten sie ihre Heimspiele in Stadien benachbarter Vereine austragen; bis das Valley Parade nach rund 19 Monaten wieder einsatzbereit war. Durch den Abstieg und die sinkenden Zuschauerzahlen war Leeds United 1985 hoch verschuldet und für 2,5 Millionen £ übernahm das Leeds City Council die Elland Road.
Das City Council und United vereinbarten die Nutzung des Stadions für 125 Jahre; eine jährliche Miete von 160.000 £ sowie 20 Prozent der jährlichen Einnahmen des Vereins. Nach dem Verkauf wurden umfangreiche Pläne für einen Umbau der Spielstätte vorangetrieben. Die Pläne umfassten z. B. eine unterirdische Tiefgarage unter den Trainingsplätzen oder ein Kino, eine Eisfläche und einen Wasserpark. Ein weiteres Bauvorhaben sah den Neubau des Lowfields Stand vor; der mit einer Mehrzweckhalle verbunden werden sollte. Zusätzlich waren ein Einkaufszentrum und Freizeiteinrichtungen vorgesehen. Diese Pläne durchkreuzten aber Anfang der 1990er Jahre steigende Baukosten, die schlechte Wirtschaftslage und die Auflagen des Taylor Report nach der Hillsborough-Katastrophe im Jahr 1989. Unter diesen Umständen vereinbarten das Leeds City Council und Leeds United einen kostengünstigeren Umbauplan.

### 1990er Jahre – Die Elland Road wird erneuert

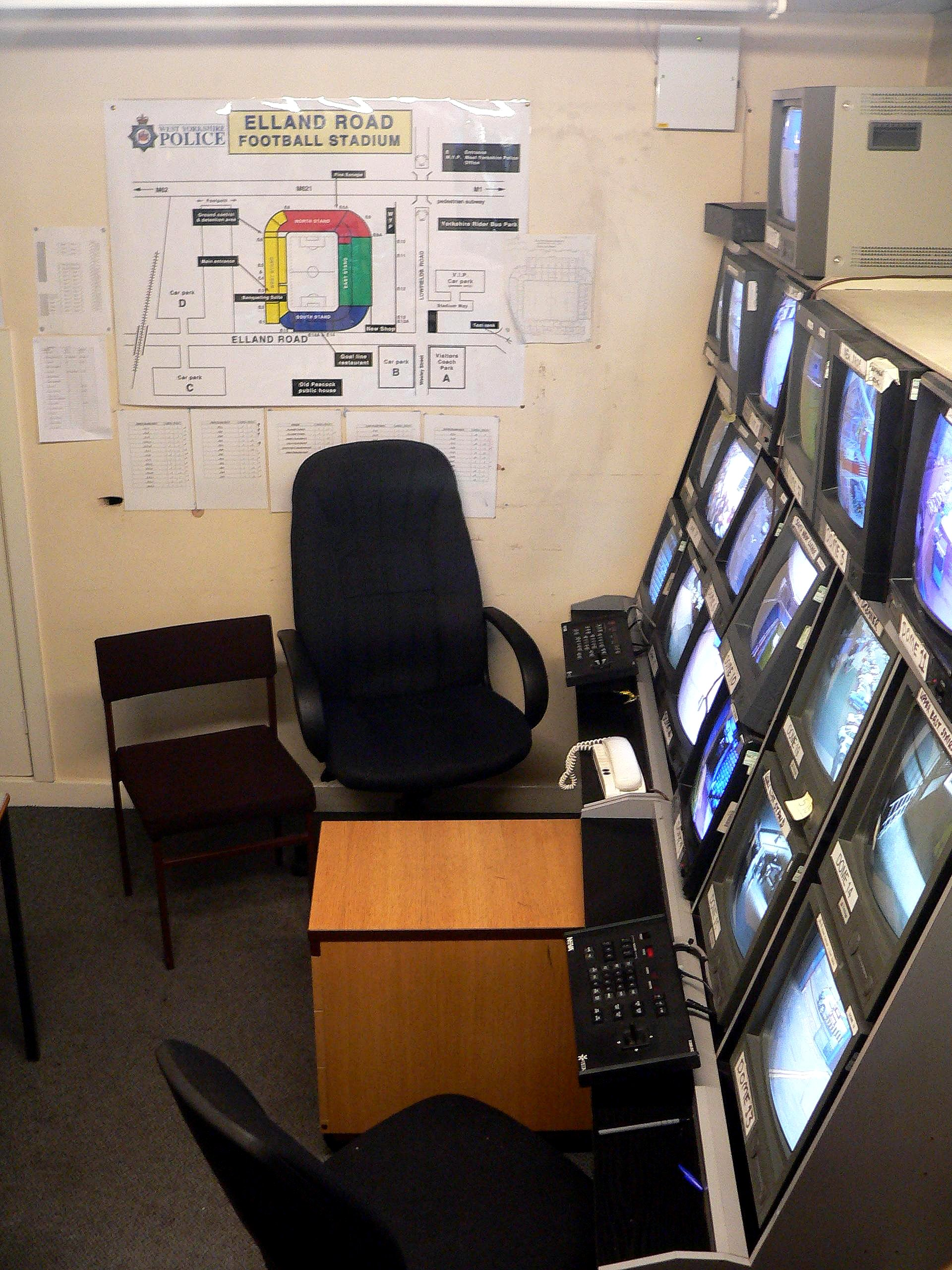
Kontrollraum der West Yorkshire Police im Stadion

Mit der Rückkehr 1990 in die höchste englische Spielklasse begann die Umgestaltung der Elland Road; so wurden 750.000 £ in die Sicherheitsausstattung investiert. Die sechs Jahre zuvor ausgehandelte Nutzungsvereinbarung des Stadions musste 1991 noch einmal neu verhandelt werden. Durch den Aufstieg stieg die Zahlung in der Saison 1990/91, die der Aufsteiger auf dem vierten Platz abschloss, auf, geschätzt, über 1 Million £. Man einigte sich auf eine höhere Grundmiete; dafür sank der Anteil an den Einnahmen des Vereins. Ebenfalls 1991 wurde die Südostecke, nach etwa 17 Jahren Baustopp, komplettiert. Der Bau mit 1.710 Sitzplätzen wurde für 800.000 £ auf den alten Betonfundamenten errichtet. Wegen ihrer gelben Kunststoffsitze bekam sie den Spitznamen Cheese Wedge (deutsch Käseecke). Auf ihr finden Gästefans ihre Plätze; bei größerem Bedarf steht den Gästen der ganze South Stand zur Verfügung. 1992 entstand für 1,3 Millionen £ hinter dem West Stand ein Konferenzzentrum und mit Veranstaltungsräumen für Bankette, Hochzeiten und andere Gelegenheiten. Die Eröffnung fand im April des Jahres statt.

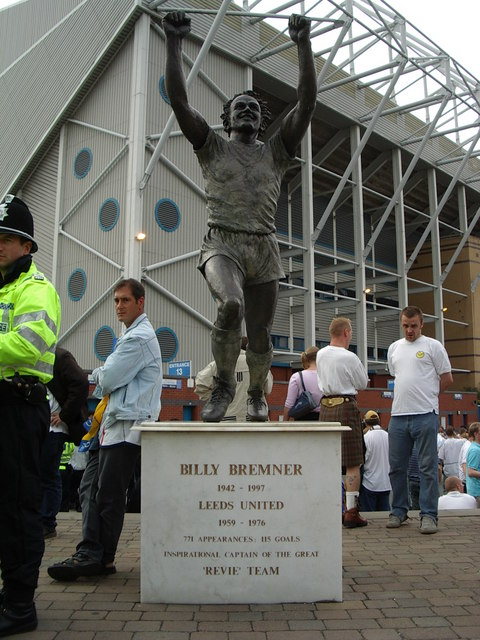
Die Statue des 1997 verstorbenen Billy Bremner vor dem East Stand

Mit den Auswirkungen des Taylor Report sank die Stadionkapazität auf 32.073 Zuschauer. Angesichts der 22.000 Dauerkarteninhaber und 30.000 Vereinsmitgliedern mit Vorkaufsrecht; blieb nur ein kleiner Kartenanteil für den freien Verkauf übrig. Dies rief verständlicherweise Unmut bei den Fans hervor. Eine Erweiterung der Elland Road war nötig, um dem Zuschauerinteresse gerecht zu werden und um weitere Veranstaltungen wie Halbfinalspiele im FA Cup oder Rugby-League-Spiele austragen zu können. Darüber hinaus fand die Fußball-Europameisterschaft 1996 in England statt und das Stadion in Leeds war ein möglicher Spielort. Das City Council und United waren sich über den Ausbau einig; man strebte eine Erweiterung auf mindestens 40.000 Plätze an. Anders als ursprünglich geplant, wurde die Tribüne in einer kostengünstigeren Variante gebaut. Für den 5,5 Millionen £ teuren Neubau bekam man 2 Millionen £ vom Football Trust und 1,5 Millionen £ aus dem Ground Development Fund. Es fehlten immer noch 2 Millionen £ an den Baukosten. Da der Leeds City Council keine Steuergelder ausgeben wollte, wandte sich der Verein im Januar 1992 an seine Fans. Den Vereinsanhängern wurden Anteilsscheine für 500 £ angeboten, die spezielle Vergünstigungen für die Käufer enthielten. Für 700 £ bekam man sieben Jahre lang eine Dauerkarte zum ermäßigten Preis. Nach anfänglichen Bedenken wurde die Idee zu einem vollen Erfolg. Binnen weniger Wochen verkaufte der Verein 5.200 Anteilsscheine und nahm genug Geld für die Errichtung des East Stand ein.
Im Mai 1992, kurz nach dem Gewinn der dritten Meisterschaft, wurde der Bau der neuen Haupttribüne in Angriff genommen. Der East Stand wurde in mehreren Stufen gebaut. Der untere Bereich wurde im Februar 1993 vollendet; der obere Teil im August des gleichen Jahres. Auf dem doppelstöckigen Rang befinden sich 10.000 Plätze im Unterrang und 7.000 Plätze im Oberrang. Der Ausbau der Tribüne mit 25 VIP-Logen kostete ca. 1 Million £ und lief bis Januar 1994. Nun bot die Heimat der Whites 42.640 Plätze; von denen noch 9.300 Stehplätze auf dem Nordrang waren.
Dies änderte sich im Jahr 1994. Der Stehplatzrang Gelderd End im Norden wurde, infolge des Taylor Report, mit rund 7.000 Sitzplätzen ausgestattet und die Innenausstattung komplett erneuert; damit wurde die Elland Road zu einem reinen Sitzplatzstadion. Jetzt hatte das Stadion noch 39.704 Plätze – was zwar unter der angestrebten Zahl von 40.000 lag, aber ausreichend für einen Spielort der Fußball-Europameisterschaft 1996 war. Zu Ehren des früheren Spielers und Trainers Don Revie, der 1989 gestorben war, wurde die Tribüne im Sommer nach ihm benannt. Im Oktober des Jahres wurde der Rang vom Vereinspräsident, dem Earl of Harewood und der Witwe E. Revie eingeweiht.
Nach 15 Jahren machte 1995 wieder ein Halbfinale des FA Cup Station in der Elland Road. Die Partie am 31. März zwischen dem FC Everton und Tottenham Hotspur (4:1) brachte damals Rekordeinnahmen von 1.006.000 £. 1996 war das Stadion in Leeds einer von acht Spielorten der Fußball-Europameisterschaft. Es beherbergte die Spiele der Gruppe 2 mit den Mannschaften aus Spanien, Frankreich, Rumänien und Bulgarien. Für das EM-Turnier wurden die Parkplatzstellflächen vergrößert und die Zahl der Bushaltestellen erhöht. Am 7. Dezember 1997 verstarb der frühere Spieler Billy Bremner. Der Mittelfeldspieler und langjährige Mannschaftskapitän hatte von 1959 bis 1976 587 Spiele für United bestritten und dabei 90 Tore erzielt; von 1985 bis 1988 hatte er den Verein trainiert. Ihm zu Ehren wurde eine Statue vor der Südostecke des Stadions aufgestellt. Ende 1997 wurden Pläne für einen Ausbau des Stadions auf 46.000 Plätze vorgestellt. Dafür wollte man den John Charles Stand gegenüber der Haupttribüne dreistöckig mit 12.000 Sitzplätzen ausstatten. Hinzu wäre eine Mehrzweckhalle mit 15.000 Plätzen, hinter dem Rang, gekommen. Die Arena sollte für Basketball, Eishockey, Konzerte und andere Veranstaltungen genutzt werden. Die Bauarbeiten sollten bis Ende 1999 abgeschlossen sein und rund 11,3 Millionen £ kosten. Die Eishockey-Mannschaft sollte den Namen Leeds Lasers tragen. Das Projekt wurde dann aber fallen gelassen. 1998 wechselte der Besitzer der Elland Road: die Leeds Sporting Company kaufte für 10 Millionen £ die Spielstätte vom Leeds City Council.

### 2000er Jahre – Abwanderungsgedanken

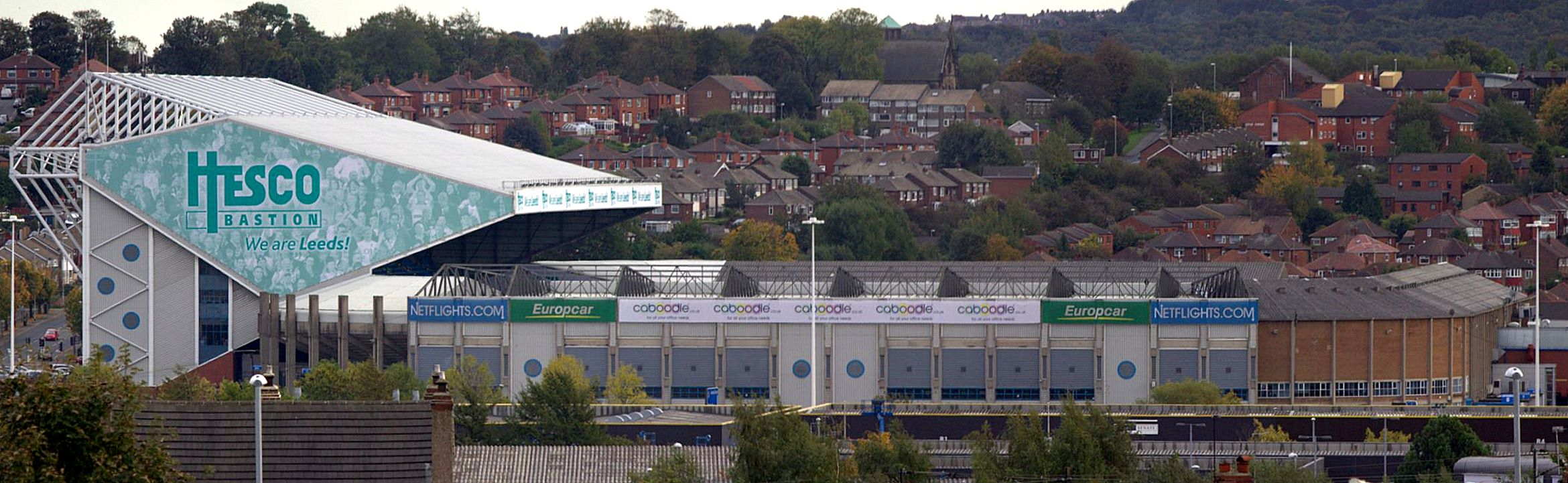
Die Elland Road im Jahr 2010

Am Anfang des Jahrzehnts meldete sich Leeds United in der europäischen Spitze zurück. Die Whites erreichten 2000 das Halbfinale im UEFA-Pokal, unterlagen aber Galatasaray Istanbul. Im folgenden Jahr scheiterte der Verein im Halbfinale der UEFA Champions League am FC Valencia. Im Premier-League-Spiel gegen Newcastle United am 22. Dezember 2001 wurde mit 40.287 Zuschauern ein neuer Besucherrekord seit dem Umbau in ein reines Sitzplatzstadion aufgestellt. Im gleichen Jahr stellte Vereinspräsident Peter Ridsdale Pläne für den Bau eines neuen Stadions mit 50.000 Plätzen in Skelton vor. Bei einer Umfrage des Vereins stellte man die Aktionäre und Dauerkartenbesitzer vor die Alternative zwischen dem Neubau oder der Renovierung und dem Ausbau des vorhandenen Stadions. Von 28.250 verschickten Briefen wurden 18.577 Briefe zurückgesandt, dabei stimmten 16.276 Befragte (87,6 %) für einen Neubau. Diese Pläne verschwanden aber wegen finanzieller Probleme wieder in der Schublade.
Durch die Erfolge im Europapokal plante Präsident Ridsdale die hohen Fernsehgelder für die nächste Saison in der Champions League in die Finanzkalkulation mit ein. Zusätzlich nahm der Verein hohe Kredite auf. United verpasste in der Saison 2000/01 aber um einen Punkt die Teilnahme an der höchsten europäischen Spielklasse, was für den Verein fatale Folgen hatte. Zur Schuldentilgung wurde der Innenverteidiger Rio Ferdinand für 30 Millionen £ an Manchester United abgegeben. Mit Jonathan Woodgate wurde ein weiterer Innenverteidiger an Newcastle United für 9 Millionen £ verkauft. Daraus folgte ein sportlicher Niedergang; mit dem Abstieg aus der Premier League 2004 drohte dem Fußballclub aus Leeds das Aus. 2007 führte der Weg von United von der Football League Championship in die Football League One. Fast alle Spieler mussten verkauft oder abgegeben werden, um sie von der Gehaltsliste zu bekommen. Am 21. Februar 2004 erlag der frühere United-Spieler John Charles seinem Krebsleiden. In Erinnerung an ihn wurde die Gegentribüne im Westen nach dem Stürmer benannt. Das Trainingsgelände wurde für 4,2 Millionen £ im Herbst des Jahres veräußert. Im Oktober 2004 verkaufte Leeds United das Stadion in einem Sale-Lease-Back-Geschäft an das Leasingunternehmen Teak Trading Corporation Ltd.; der Verein besitzt ein 25-jähriges Rückkaufrecht, wenn er dazu finanziell in der Lage ist.
Eine Renovierung der Südtribüne folgte im Sommer 2006. Für die ersten Spiele war der Rang bis zum Abschluss der Arbeiten noch geschlossen. Dazu gehörten u. a. die Erneuerung der Logen und der Außenfassade. Dem Bürobereich wurde ein Mezzanin hinzugefügt. Die Billy’s Bar ist nach Billy Bremner benannt. Durch finanzielle Unregelmäßigkeiten wurde Leeds United Football League Championship 2007 mit zehn Minuspunkten bestraft und stieg als Tabellenletzter in die drittklassige Football League One ab. Während der Saison 2009/10 wurde in der Südwestecke eine große Videoleinwand installiert, die von der Ringways Motor Group gesponsert wird. Am 16. Dezember 2009 gab man die möglichen Spielorte der englischen Bewerbung für die Fußball-Weltmeisterschaft 2018 bekannt. Für das Turnier sollten der Revie Stand und der John Charles Stand neu gebaut werden und das Stadion dann 50.000 Besuchern Plätze bieten. Der Ausbau ist auch im Hinblick auf die Rugby-Union-Weltmeisterschaft 2015 zu sehen, bei der die Elland Road einer der zwölf Austragungsorte war. Im Dezember 2010 vergab der Fußball-Weltverband FIFA die Weltmeisterschaft 2018 jedoch an Russland. Nach zwei knapp gescheiterten Versuchen konnten die Whites im Jahr 2010 die Rückkehr in die zweite Liga feiern.

### 2010er Jahre – Ausbau für die Zukunft
Ungeachtet der gescheiterten WM-Bewerbung begann im März 2011 die erste Phase der Renovierungsarbeiten am East Stand. Der Oberrang erhielt u. a. 20 zusätzliche Logen. In weiteren Bauphasen sollen u. a. eine Eingangshalle, ein Hotel und ein großer Fanshop und Vereinsbüros hinzu kommen.

## Tribünen

### East Stand
Kapazität: 17.000 Plätze

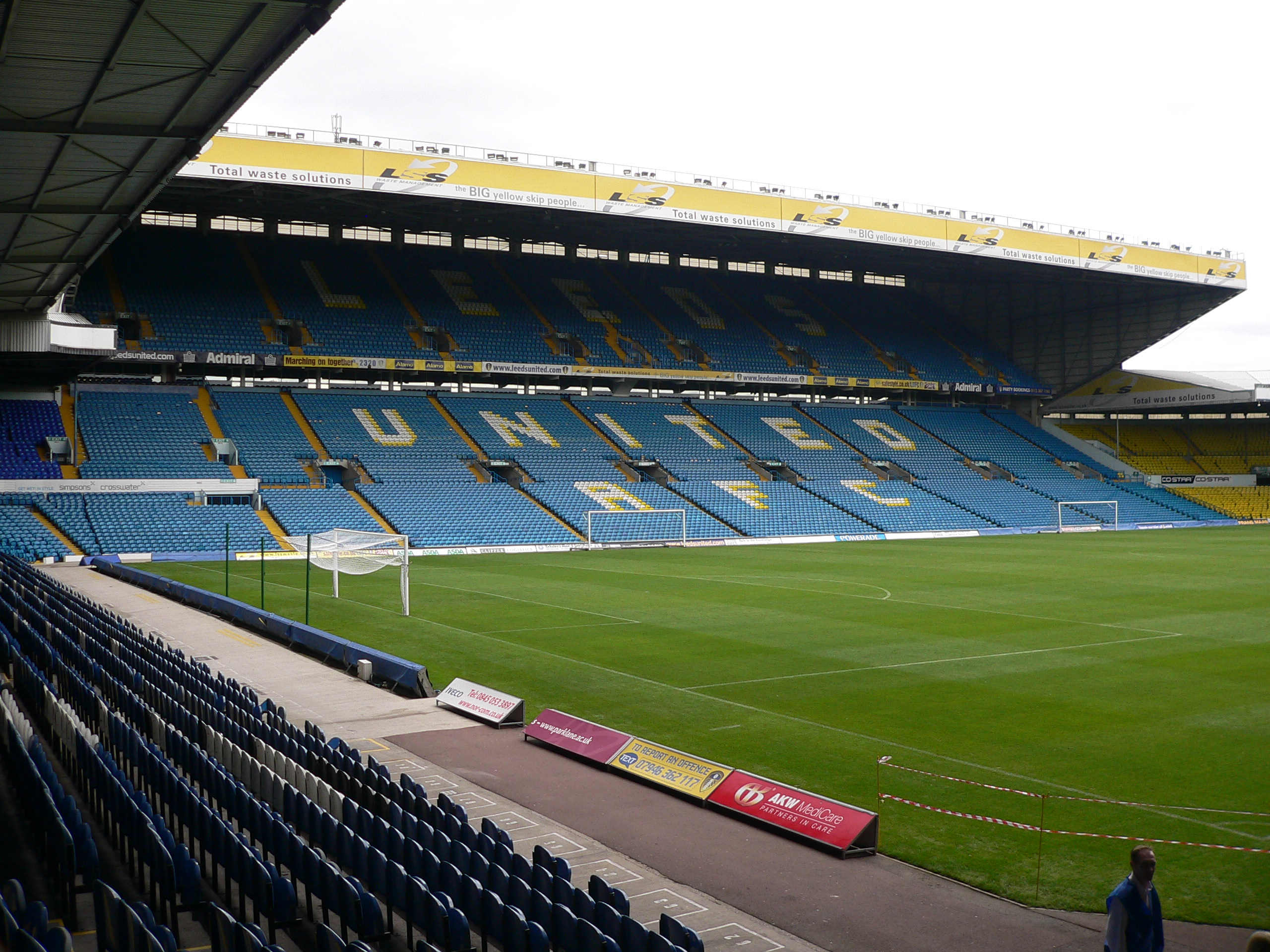
Der East Stand

Der East Stand ist die doppelstöckige Haupttribüne der Elland Road. Der Bau für 5,5 Millionen £ wurde während der Saison 1992/93 errichtet und ersetzte den alten Lowfields Stand. Der Innenausbau kostete allein 1 Million £ und wurde im Januar 1994 fertig. Die Errichtung der Tribüne wurde erst möglich; nachdem der Verein Anteilsscheine für mehrere hundert Pfund anbot und von diesen in kürzester Zeit 5.200 Scheine verkauft wurden. Die hoch aufragende Sitzplatztribüne mit 25 VIP-Logen war bei ihrer Fertigstellung die größte Kragträger-Tribüne der Welt. Auf dem unteren Teil der Tribüne liegt der Family Stand für Familien; der nach der Fertigstellung vom South Stand in der Saison 1993/94 auf den großen Rang wechselte. In ihr befinden sich u. a. ein Einkaufszentrum, Lebensmittelgeschäfte, ein Restaurant, Wettbüros, Cafés und andere Einrichtungen speziell für Familien. Im März 2011 startete die erste Umbauphase der Tribüne.

### John Charles Stand
Kapazität: 11.000 Plätze

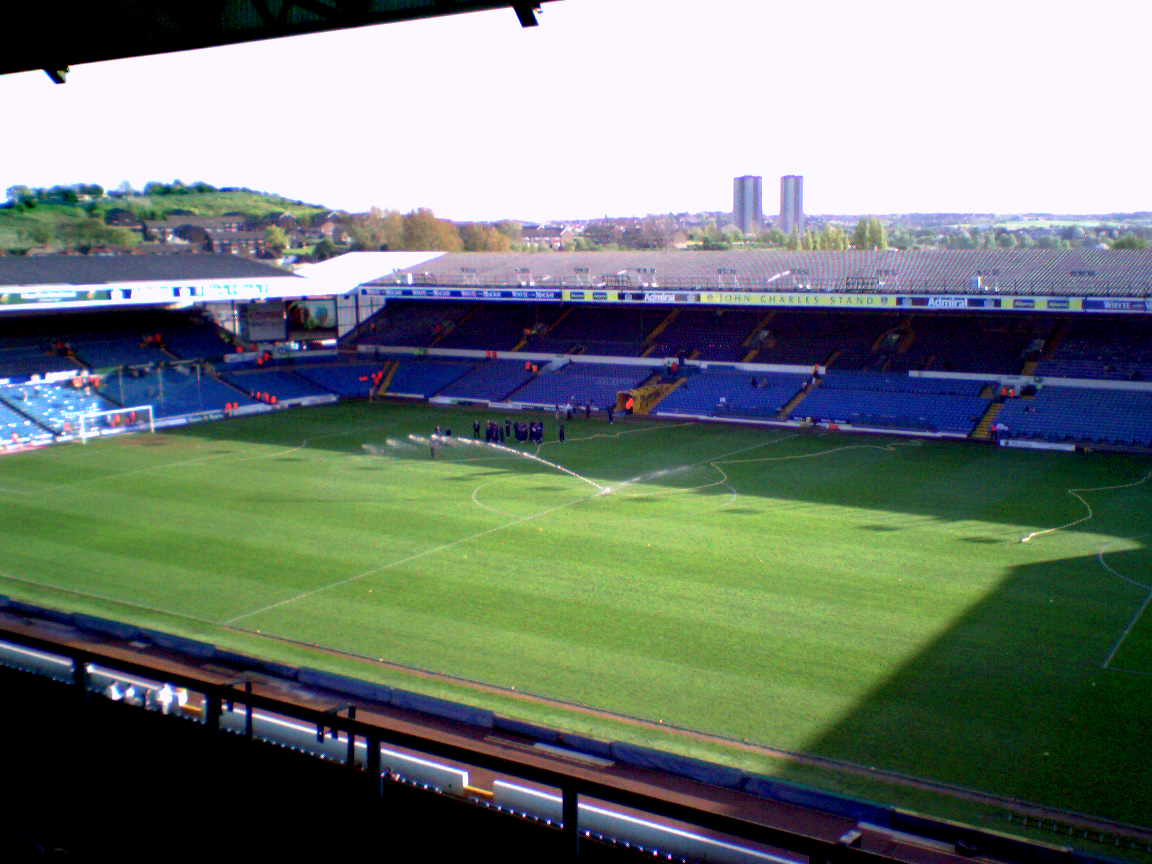
Der John Charles Stand

Der John Charles Stand liegt im Westen auf der Gegenseite zur Haupttribüne. Der frühere West Stand ist seit März 2004 nach dem ehemaligen Leeds-Spieler John Charles benannt; er bestritt 308 Spiele und erzielte dabei 153 Tore für die Whites. Der Bau verfügt über 11.000 Sitzplätze und ist der älteste Rang der Elland Road. Er wurde zur Saison 1957/58 fertiggestellt; nachdem ein Feuer am 18. September 1956 den alten West Stand komplett niederbrannte. Auf der Tribüne liegen die Kommentatoren-Kabinen, Einrichtungen für Radio- sowie Pressejournalisten, die Umkleidekabinen, der Spielertunnel und die technische Zone mit den Ersatzbänken. Die Tribüne wurde für die Rugby-Union-Weltmeisterschaft 2015 komplett neu gebaut; ähnlich dem East Stand auf der Gegenseite. Der Rang wurde doppelstöckig und bietet rund 12.000 Plätze.

### Revie Stand
Kapazität: 7.000 Plätze

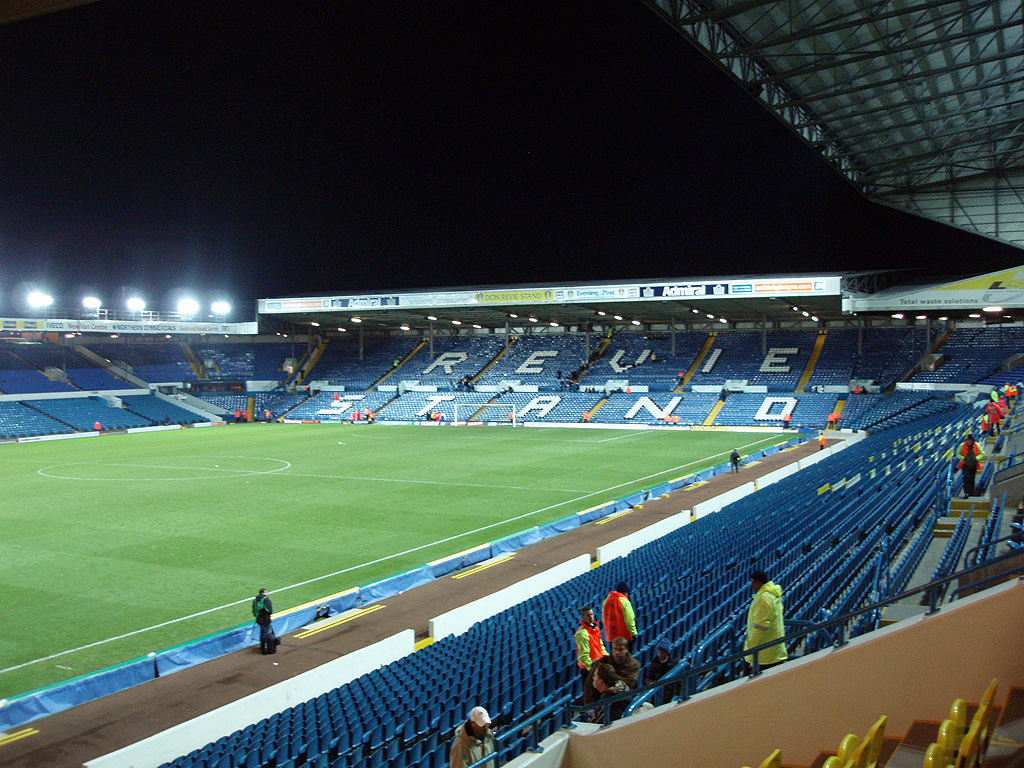
Der Revie Stand

Der Revie Stand ist die Hintertortribüne im Norden. Der Rang fasst, inklusive der Nordost- und der Nordwestecke, 7.000 Besucher. Er wurde ursprünglich Anfang der 1920er Jahre als großer Stehplatzrang mit Namen The Kop errichtet und 1968 vom Gelderd End mit 13.000 Stehplätzen ersetzt. In den frühen 1980er Jahren installierte man eine elektronische Anzeigetafel unter dem Stadiondach. Im Jahr 1994 wandelte man den Rang, infolge des Taylor Report, in eine Sitzplatztribüne um und machte aus der Elland Road ein reines Sitzplatzstadion. Er wurde zur Erinnerung an den ehemaligen Spieler und Trainer Don Revie Revie Stand benannt. Auf dem Nordrang liegt der Stadion-Kontrollraum, von dem die Kameras der Videoüberwachungsanlage kontrolliert und überwacht wird. Die Nordtribüne soll ebenfalls wie die Gegentribüne komplett für die Rugby-Union-Weltmeisterschaft 2015 neu gebaut werden, um das Stadion auf eine Gesamtkapazität von 50.000 Plätze zu bringen.

### South Stand
Kapazität: 5.000 Plätze

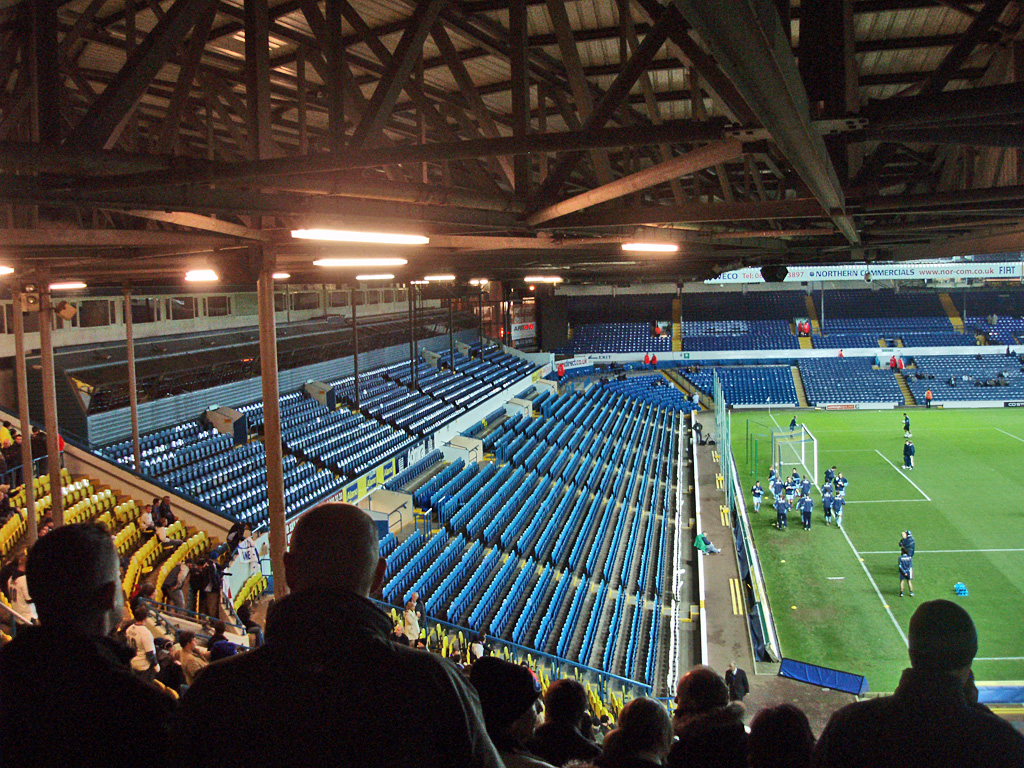
Der South Stand

Der South Stand liegt im Süden der Anlage und bietet, mit den Ecken im Südosten und Südwesten, 5.000 Plätze. Er ersetzte 1974 für 500.000 £ die Elland Road Terrace aus den 1920er Jahren; die unter dem Spitznamen Scratching Shed bekannt wurde. Auf dem Rang befinden sich 32 Logen. In der Südostecke wurde in der Saison 2009/10 eine große Videoleinwand installiert. Die Südostecke musste etwa 17 Jahre, wegen Geldmangels, auf ihre Fertigstellung warten. Sie wurde 1991 auf den damals gegossenen Betonfundamenten errichtet. Die Sitzplatzecke bietet 1.710 Plätze und steht den Gästefans zur Verfügung. Die Kunststoffsitze sind, im Gegensatz zum Rest des Stadions, in gelb gehalten. Dies brachte ihr den Spitznamen Cheese Wedge (deutsch Käseecke) ein. Bei einer größeren Anzahl Gästefans wird der gesamten South Stand zur Gästetribüne.

## Veranstaltungen

### Fußball
Trotz der langen Geschichte der Elland Road fanden nur zwei Länderspiele der englischen Fußballnationalmannschaft der Männer dort statt. Das Freundschaftsspiel am 8. Juni 1995 gegen Schweden war das erste Länderspiel seit 22 Jahren, am 12. Mai 1973 in Liverpool gegen Nordirland (2:1), das nicht im Wembley-Stadion ausgetragen wurde und endete mit einem 3:3-Unentschieden. Die zweite freundschaftliche Partie am 27. März 2002 gegen die Italiener (1:2) lag in der Abriss- und Umbauphase von Wembley. 1996 war die Stadt Leeds mit ihrem Stadion einer der acht Gastgeber der Euro 96. Es sah die drei Spiele der in der Gruppe 2 gesetzten Spanier gegen Bulgarien, Frankreich und Rumänien. Am Ende der 1960er und Anfang der 1970er Jahre erreichte Leeds United drei Mal die Endspiele um den Messestädte-Pokal. Nachdem man 1967 gegen Dinamo Zagreb unterlag; gewannen die Whites den europäischen Titel 1968 und 1971. Schon 1910 beherbergte die Elland Road das erste von bisher neun Halbfinalspielen des FA Cup, die lange Zeit auf neutralem Platz stattfanden, bis zum derzeit letzten Semifinale im Jahr 1995.

### Rugby
Nachdem der Holbeck Rugby Club, der erste Besitzer des damals noch The Old Peacock Ground genannten Spielstätte, 1904 aufgelöst wurde, trugen die Hunslet Hawks (Rugby League) Mitte der 1980er Jahre ihre Spiele im Fußballstadion von Leeds aus. Die Endspiele einer Reihe verschiedener Rugby-League-Wettbewerbe beheimatete die Elland Road bisher. Drei Mal (1983, 1986 und 1993) wurde die Regal Trophy in der Elland Road ausgespielt. Die Endspiele von 2004 und 2005 des kurzlebigen Turniers der Tri Nations wie auch das erste Finale des Nachfolgers Four Nations im Jahr 2009 erlebten ihre Austragungen in der Heimstätte von Leeds United. Im Vereinsturnier der World Club Challenge kam die Elland Road vier Mal (2005, 2008, 2009 und 2010) als Endspielort zum Einsatz.
2015 war die Elland Road einer der Austragungsorte der Rugby-Union-Weltmeisterschaft.

### Konzerte

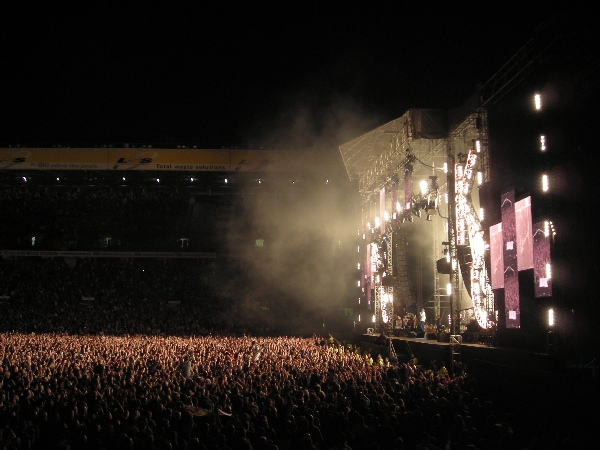
Konzert der Kaiser Chiefs am 24. Mai 2008

Gelegentlich wird aus dem Fußballstadion eine Konzertarena. Das erste Konzert gab die Gruppe Queen am 29. Mai 1982. Des Weiteren traten U2, Heart, Joan Jett and the Blackhearts, The Teardrop Explodes, The Fall, The Mission, The Pretenders, die Kaiser Chiefs, The Enemy, Kate Nash, Friendly Fires, The Young Knives, The Farm, The La’s oder die Happy Mondays auf. Der bisher letzte Künstler an der Elland Road war am 3. Juni 2011 der Sänger Rod Stewart. Leeds United möchte in Zukunft drei Konzerte pro Jahr im Stadion beheimaten.

### Sonstiges
Von 1986 trat die American-Football-Mannschaft der Leeds Cougars (BAFL) in der Elland Road an. Nach einer Saison verließen sie das Stadion wieder, da der Rasen durch die starke Beanspruchung gelitten hatte. Im Jahr 1987 fand ein Gaelic-Football-Spiel der Yorkshire-GAA zwischen Dublin und Mayo statt. Im gleichen Jahr kamen 15.000 Zeugen Jehovas zu einer dreitägigen Versammlung in die Anlage.

## Rekorde
- Höchste Zuschauerzahl vor dem Umbau in ein Sitzplatzstadion: 15. März 1967 – 57.892 Besucher im Spiel gegen den AFC Sunderland 1:1 (Wiederholungsspiel der 5. Runde im FA Cup 1966/67)
- Höchste Zuschauerzahl nach dem Umbau in ein Sitzplatzstadion: 22. Dezember 2001 – 40.287 Besucher im Spiel gegen Newcastle United 3:4 (Premier League 2001/02)[26]
- Höchste Zuschauerzahl in einem Europapokalspiel: 9. April 1968 – 50.498 Besucher im Spiel gegen die Glasgow Rangers 2:0 (Viertelfinalrückspiel im Messestädte-Pokal 1967/68)[27]